# Sparrmannia bechuana
Sparrmannia bechuana är en skalbaggsart som beskrevs av Louis Albert Péringuey 1904. Sparrmannia bechuana ingår i släktet Sparrmannia och familjen Melolonthidae. Inga underarter finns listade i Catalogue of Life.